# خانه‌موزه هوهانس شیراز
خانه‌موزه هوهانس شیراز (ارمنی: Հովհաննես Շիրազի տուն-թանգարան) در سال ۱۹۸۳ در بخش تاریخی شهر گیومری استان شیراک، ارمنستان تأسیس شد و در سال ۲۰۰۳ فعالیت خود را آغاز کرد. این موزه به نمایشگاه و نگهداری از اشیاء شخصی، دست نوشته‌ها و آثار شاعر ارمنی هوهانس شیراز اختصاص دارد. این موزه با رویکرد آشنایی با ادبیات ارمنی و تمرکز بر مسیر خلاقیت ادبی شیراز، یک موزه ادبی به حساب می‌آید.

## پیشینه بنا
بنای خانه موزه هوهانس شیراز به‌طور کلی سه دوره تاریخی را طی کرده است. بنای اولیه این خانه موزه در دوره روسیه تزاری ساخته شده و در دوره استقلال ارمنستان در دو مرحله بازسازی شده است. بنای این موزه در سال ۱۸۸۶ ساخته شده است. بنای اولیه موزه با سنگ توف قرمز و در استان شیراک ساخته شد. این بنا در اصل خانه تاجری ثروتمند به نام کشیشیان بود که در دوره شوروی در اختیار دولت قرار گرفت. از این خانه دوره اتحاد جماهیر شوروی به عنوان انبار استفاده می‌شد و به یک متروکه بدل شده بود. در سال ۱۹۸۶، مقامات دولتی ارمنستان برای بزرگداشت هوهانس شیراز، شاعر شناخته شده ارمنستانی تصمیم گرفتند این خانه را برای سکونت به او پیشنهاد کنند. با این حال، اقامت هوهانس شیراز در این مکان دیری نپایید و تنها یک سال در این خانه زندگی کرد. او در سال ۱۹۸۷ در همین خانه درگذشت.
پس از مرگ شاعر ارمنی، برای حفظ میراث او، این ساختمان با تصمیم دولت ارمنستان به خانه-موزه تبدیل شد. اما به دلیل زمین‌لرزه سال ۱۹۸۸ ارمنستان، بازسازی موزه متوقف شد و ۸ خانواده زلزله‌زده در آن اسکان یافتند تا اینکه در سال ۲۰۰۳ با همکاری دولت ارمنستان و شهرداری گیومری خانه‌هایی برای زلزله‏‌زدگان تهیه شد و ساختمان را به عنوان خانه‌موزه هوهانس شیراز بازسازی کردند.

## وضعیت فعلی
موزه هوهانس شیراز یک بنای یک طبقه با معماری ارمنی مربوط به قرن ۱۹ میلادی است. امروزه نمای غربی دارای یک دروازه مجلل است که به حیاط بزرگی منتهی می‌شود. این خانه‌موزه از شش اتاق تشکیل شده است. اتاق نخست اطلاعاتی دربارهٔ دوران کودکی هوهانس شیراز ارائه می‌دهد. اتاق دوم مانند زمان زندگی شیراز مبله است. چهار اتاق دیگر آثار خلاق نویسنده، نقاشی‌ها، مجسمه‌ها و غیره را در خود جای داده‌اند. در موزه بازدیدکننده با زندگی غزل‌سرای بزرگ، مسیر خلاقیت ادبی، داستان‌ها و قسمت‌هایی از زندگی آشنا می‌شود. در این موزه همچنین آثار هنرمندان دیگر درباره زندگی شیراز به نمایش گذاشته شده است.
نمای غربی این خانه‌موزه دارای یک دروازه مجلل از جنس سنگ توف است که به حیاط بزرگی منتهی می‌شود. این موزه از شش اتاق تشکیل شده است. در اتاق نخست اطلاعاتی دربارهٔ دوران کودکی شاعر ارائه می‌دهد. چیدمان اتاق دوم به صورتی که در زمان حیات شاعر بوده است حفظ شده. چهار اتاق دیگر آثار هوهانس شیراز، نقاشی‌ها، مجسمه‌ها و غیره را در خود جای داده‌اند. تابلویی از جان استاین‌بک, نویسنده آمریکایی به نمایش گذاشته شده است که از هوهانس شیراز به خاطر مهمان‌نوازی‌اش در ایروان تشکر می‌کند.
در سال ۲۰۲۴، به مناسبت جشن ۱۱۰ سالگی این شاعر ارمنی، صندوق موزه نمایشگاه‌های جدیدی دریافت کرد. دانشگاه دولتی شیراک اسناد آرشیوی را به موزه اهدا کرد، از جمله سفارش‌های مؤسسه آموزشی لنیناکان از سال ۱۹۳۵ تا ۱۹۳۶ در مورد دانشجوی «هوانس شیراز».

## تصاویر

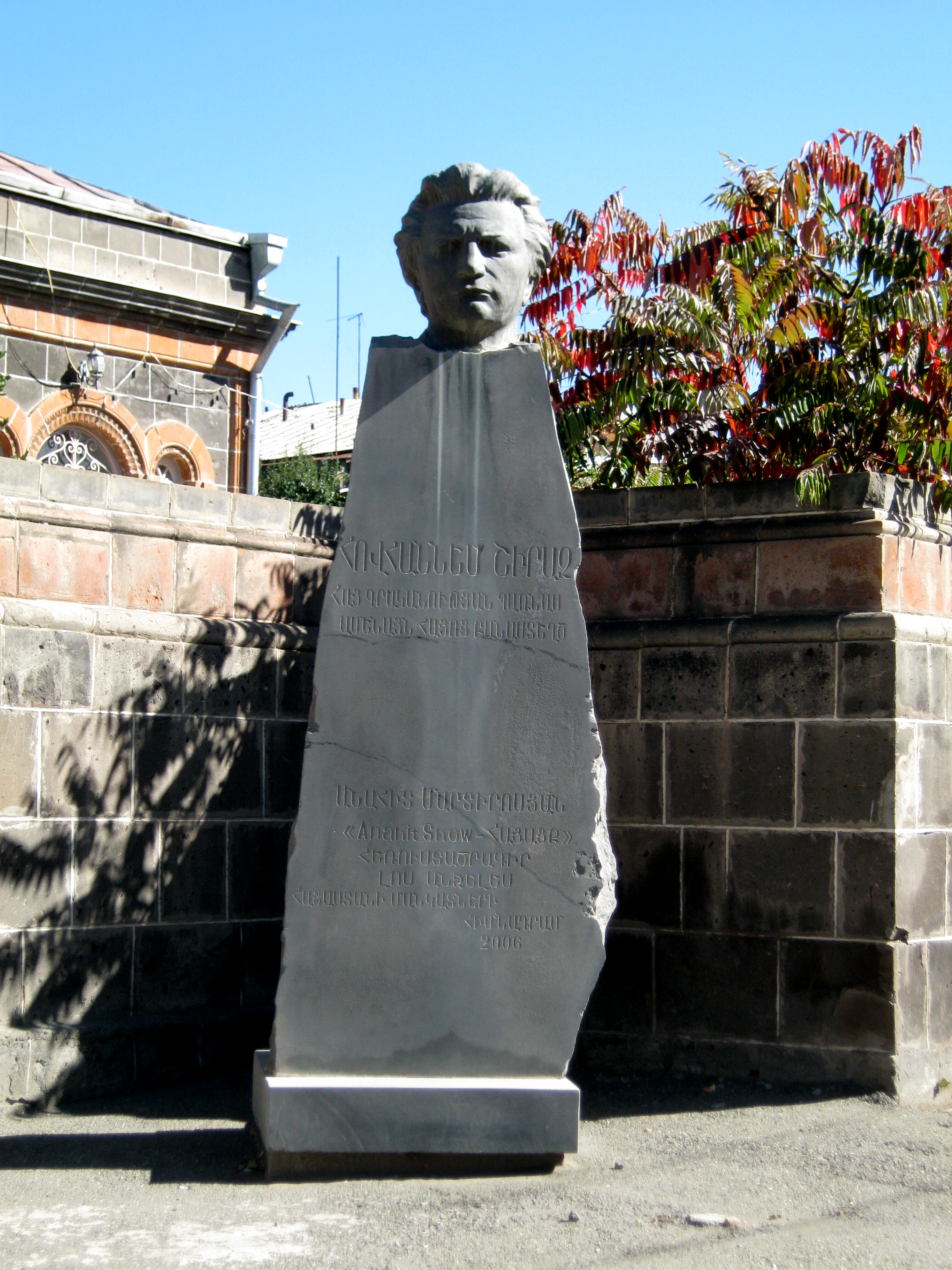
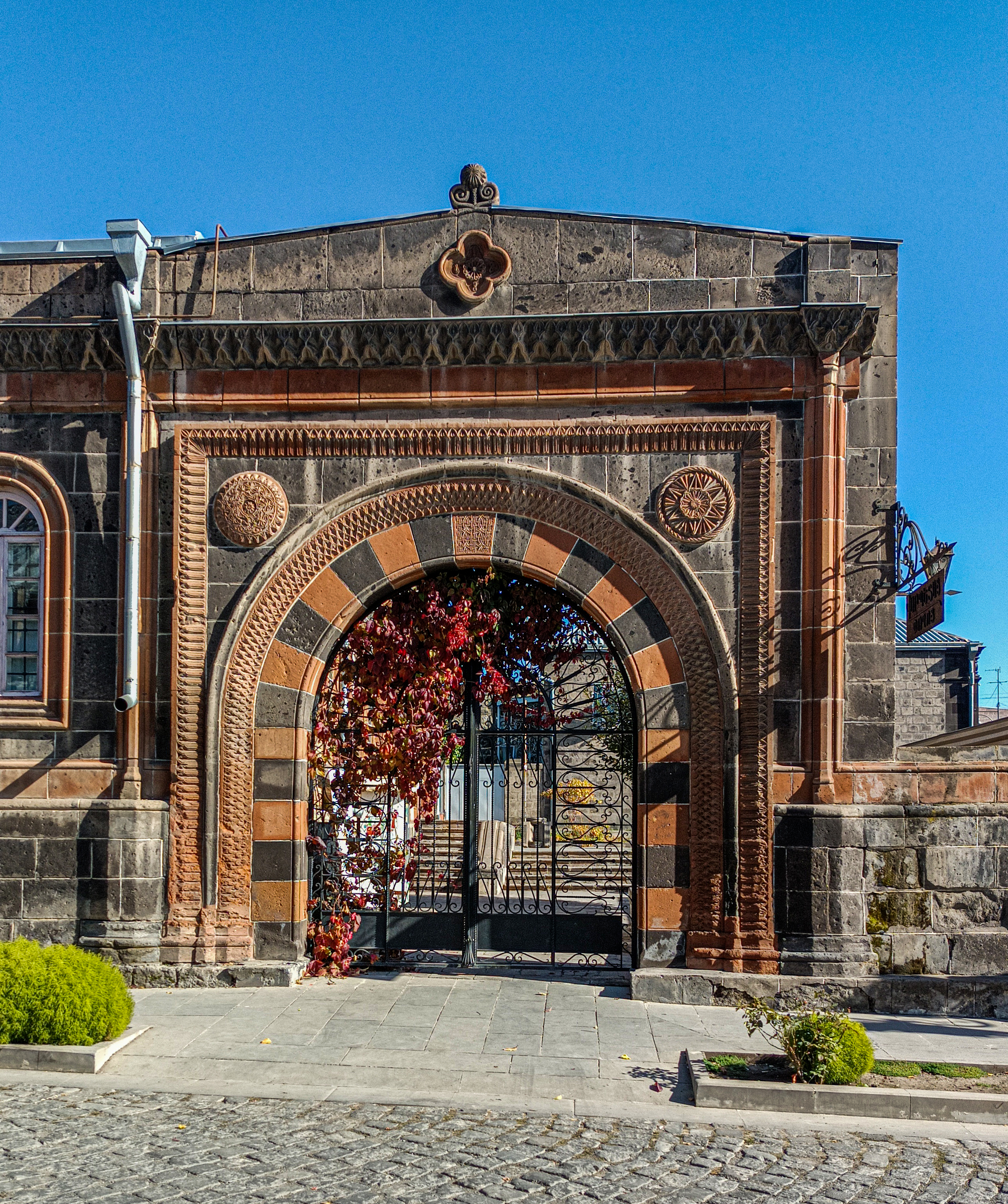
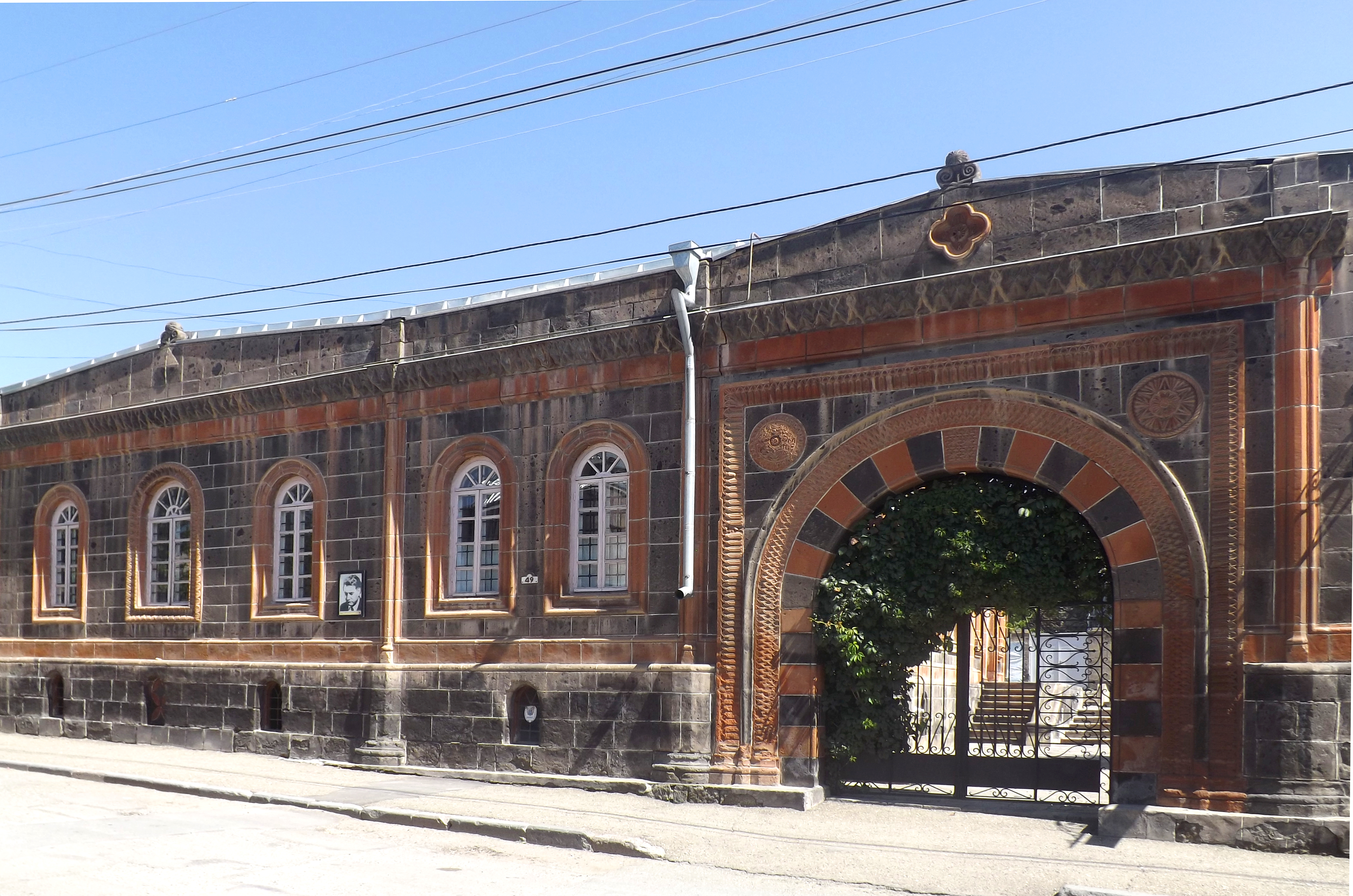
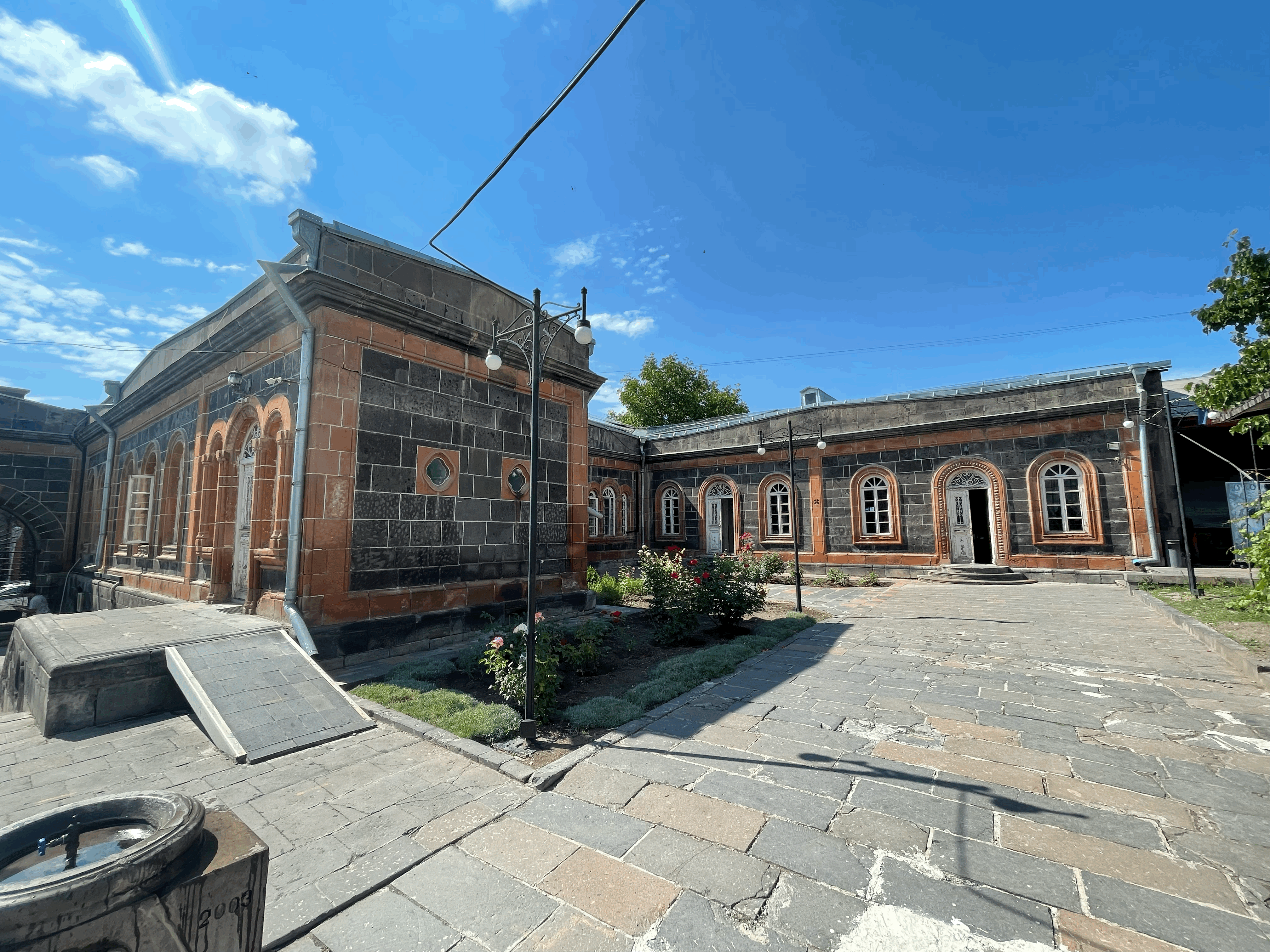
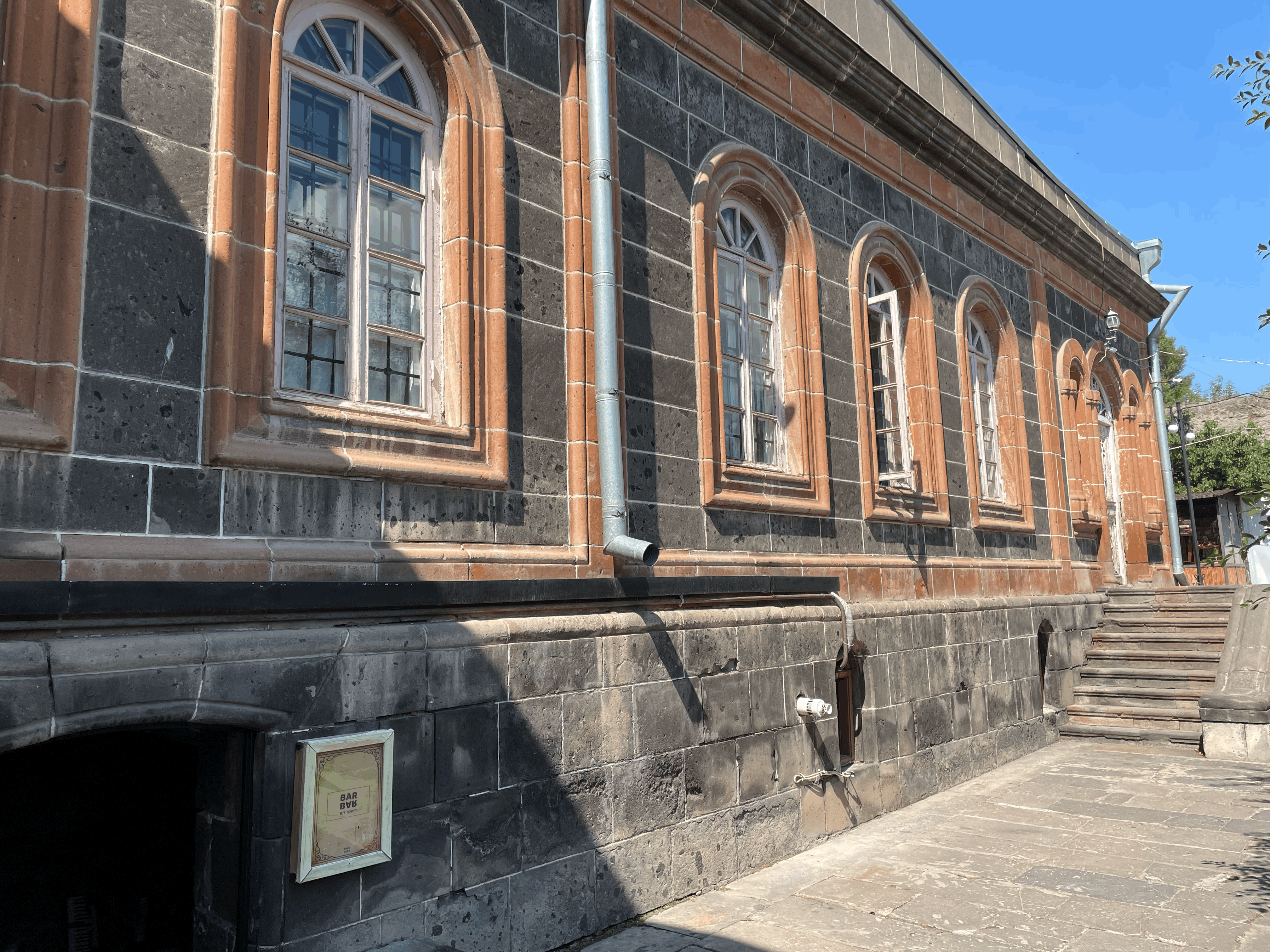
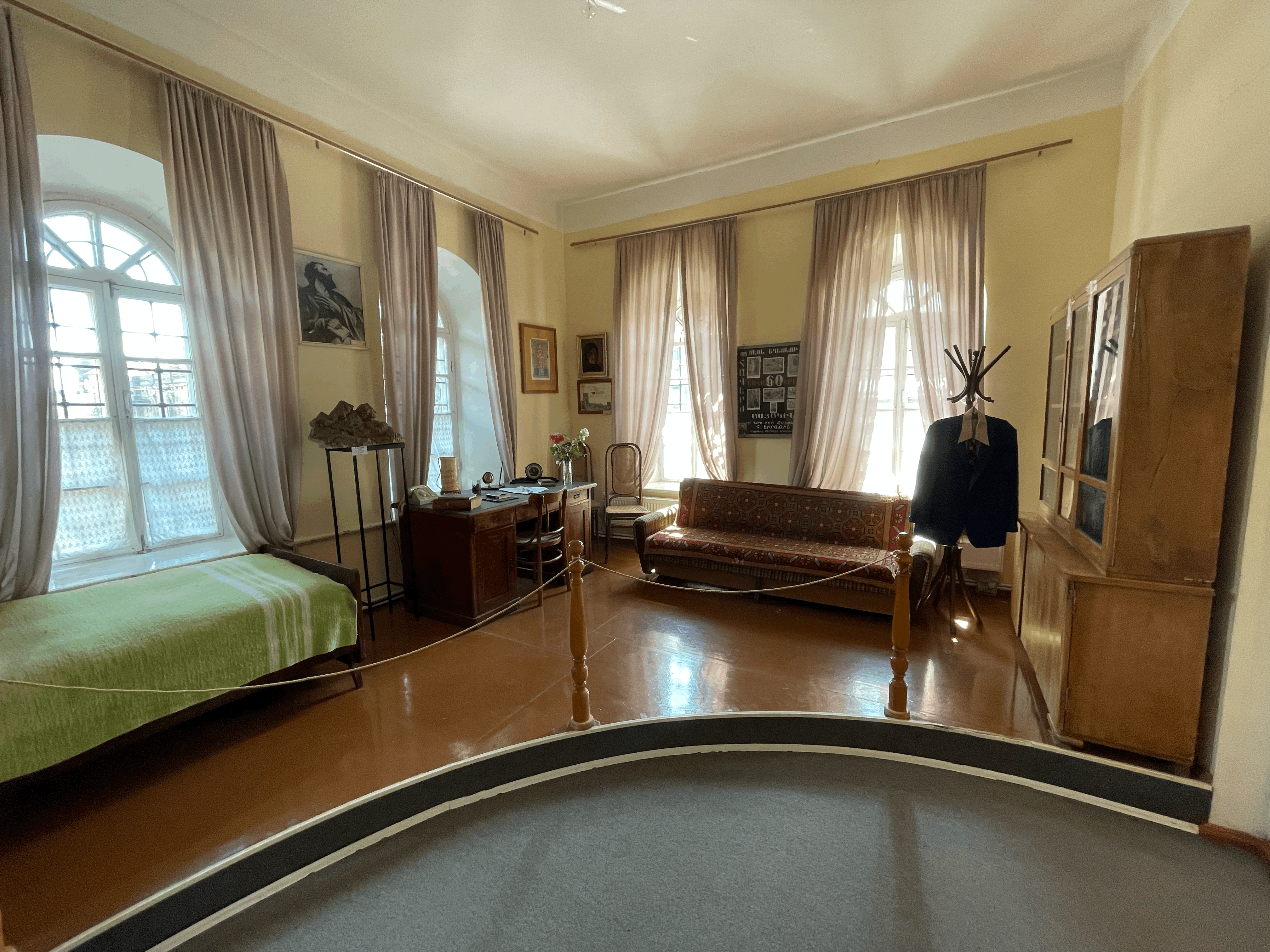
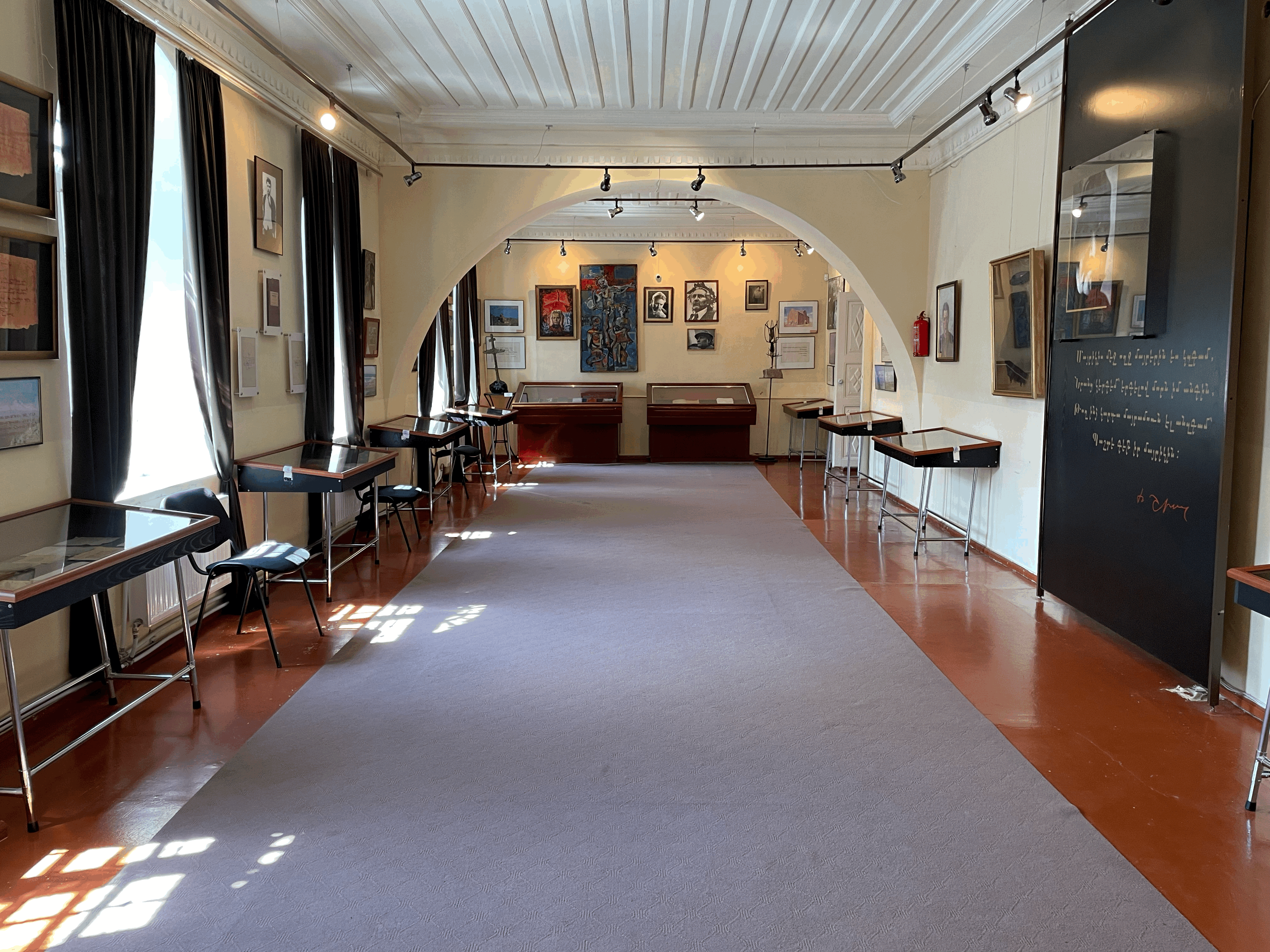
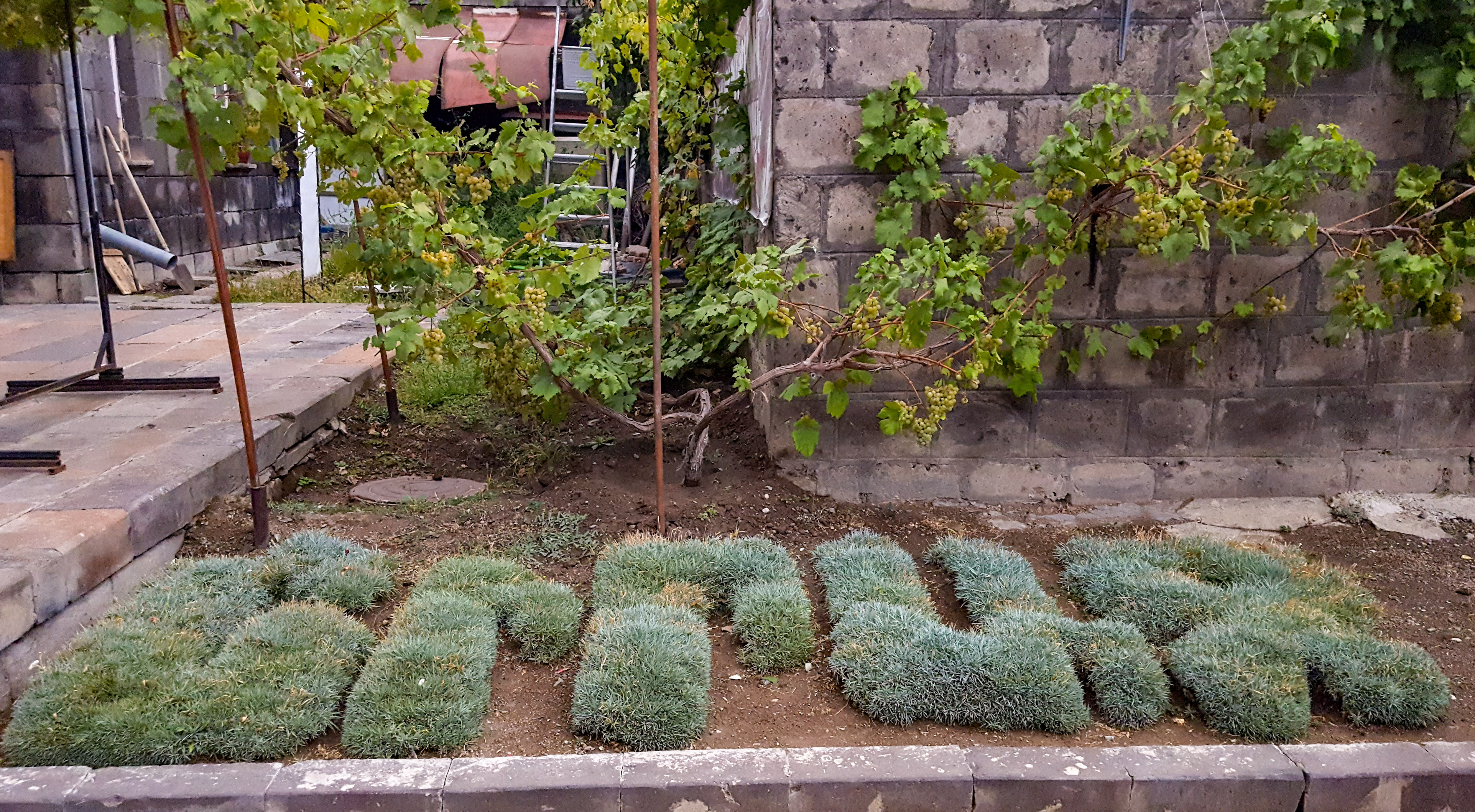
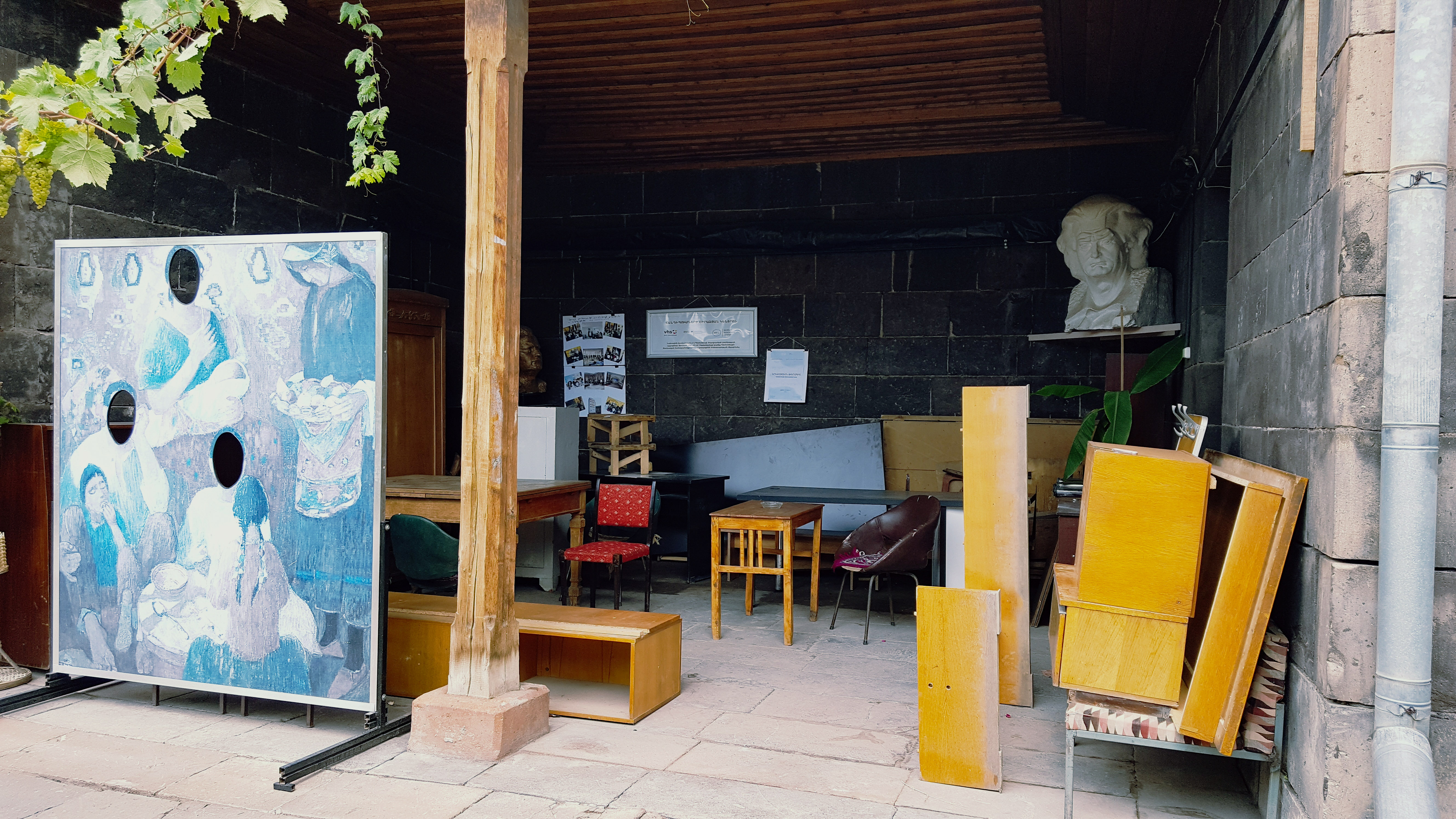
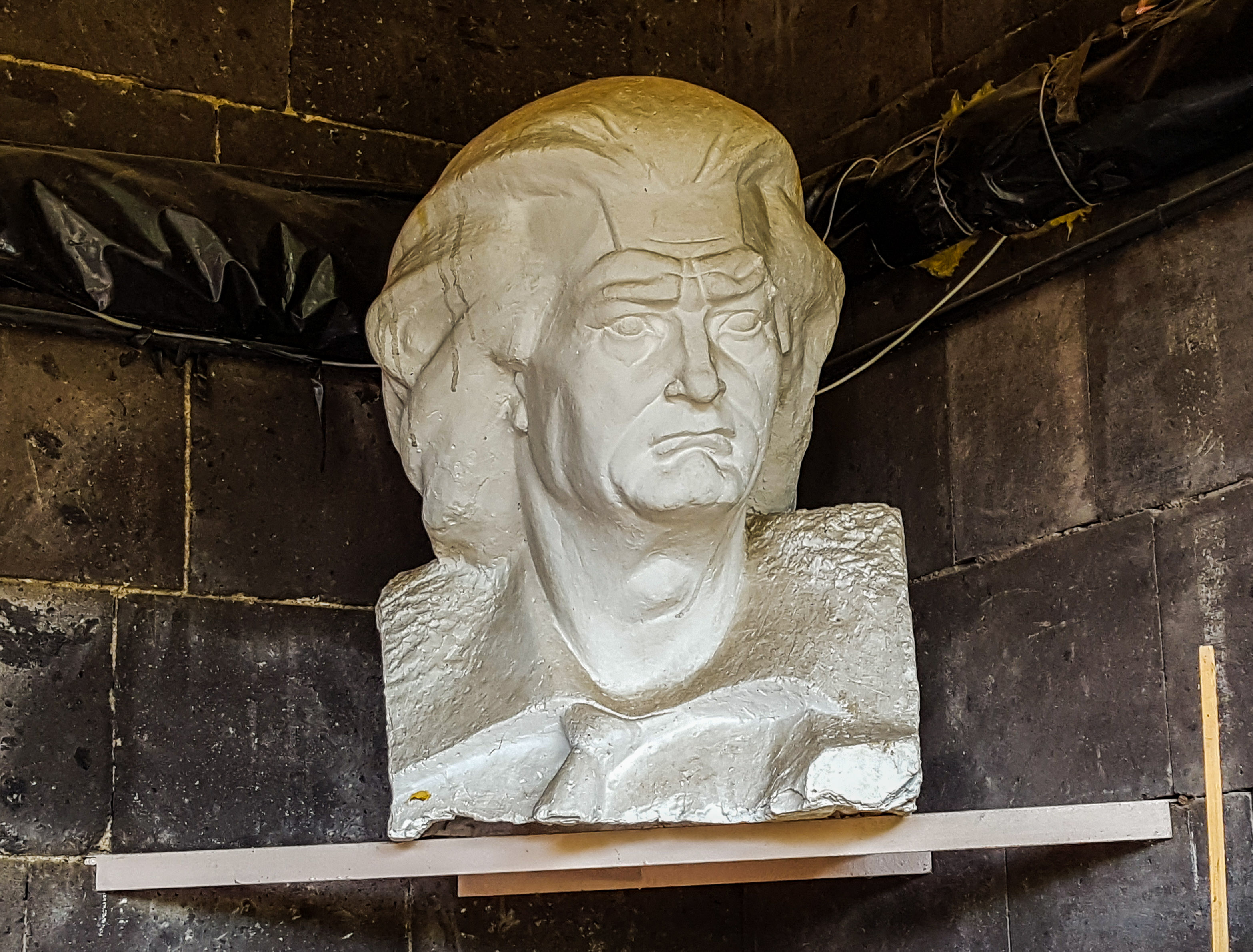
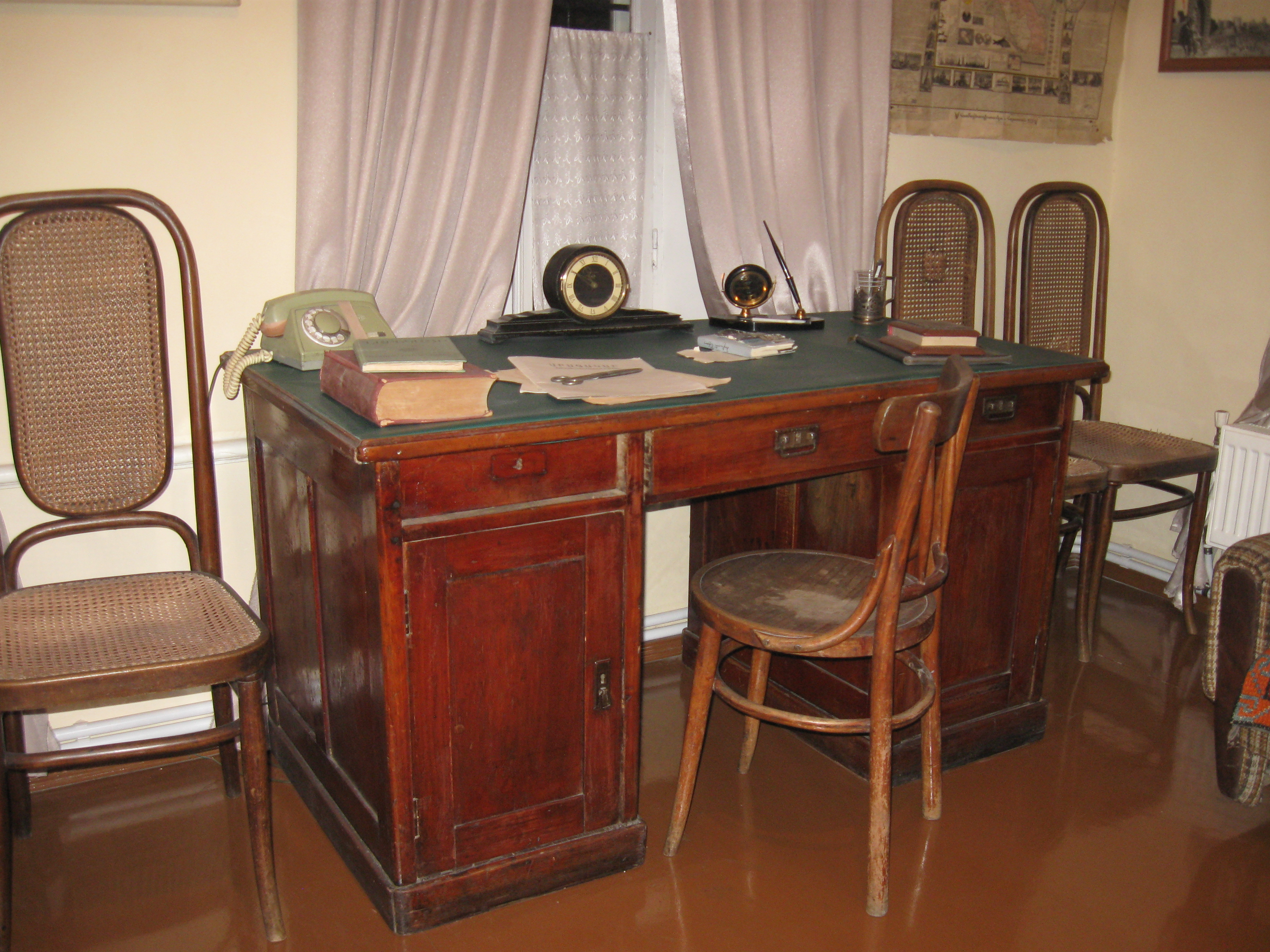
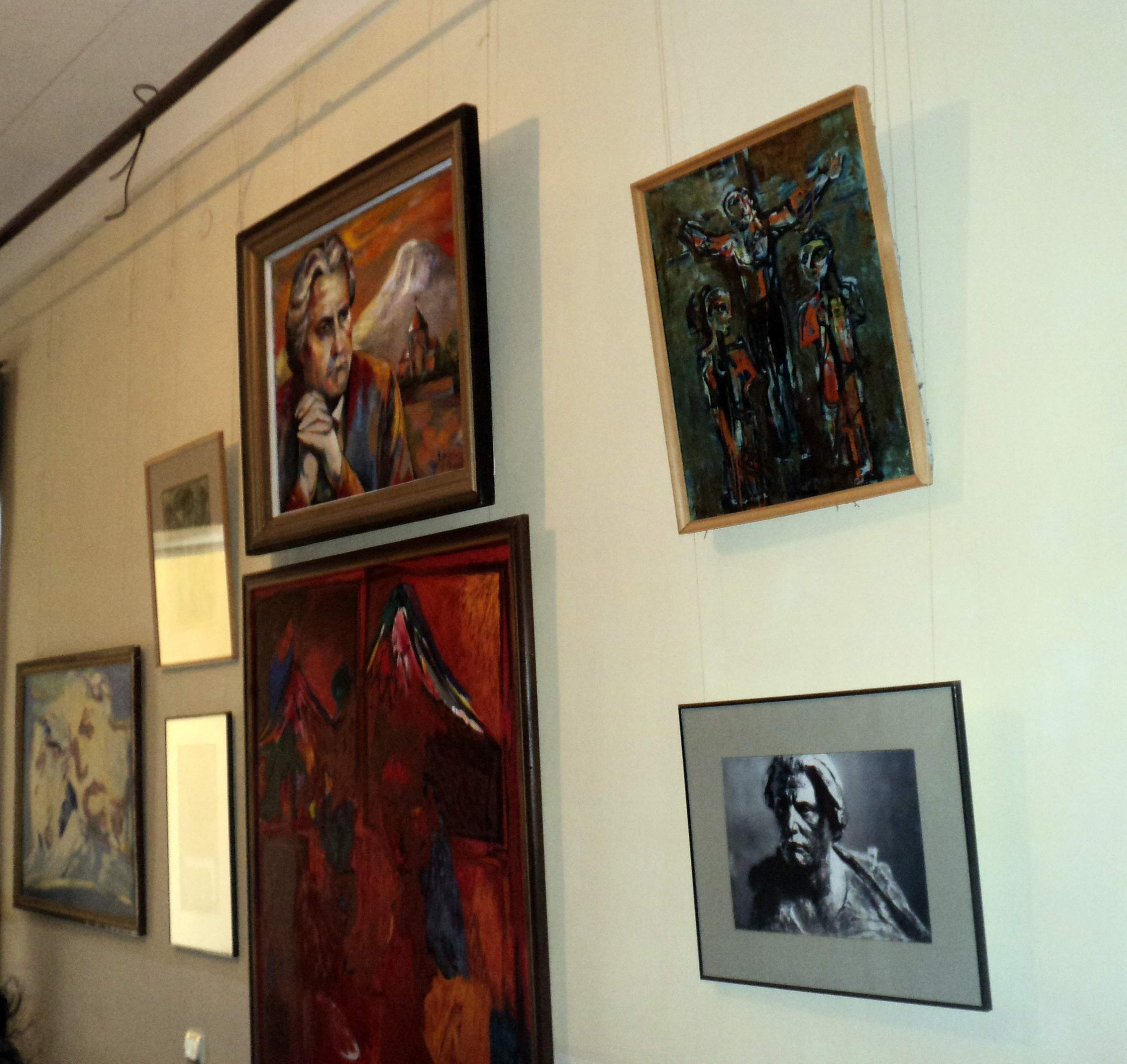
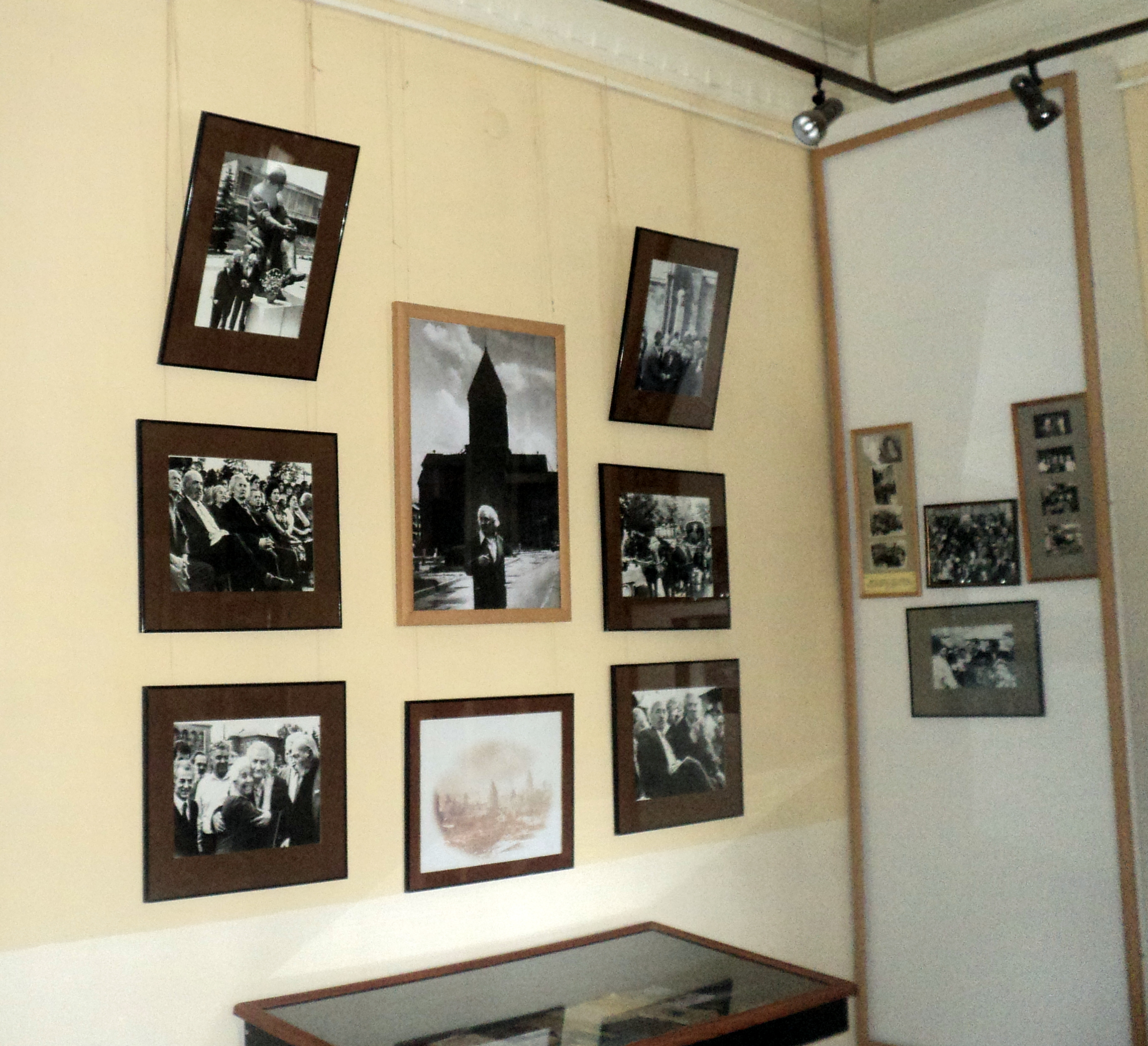
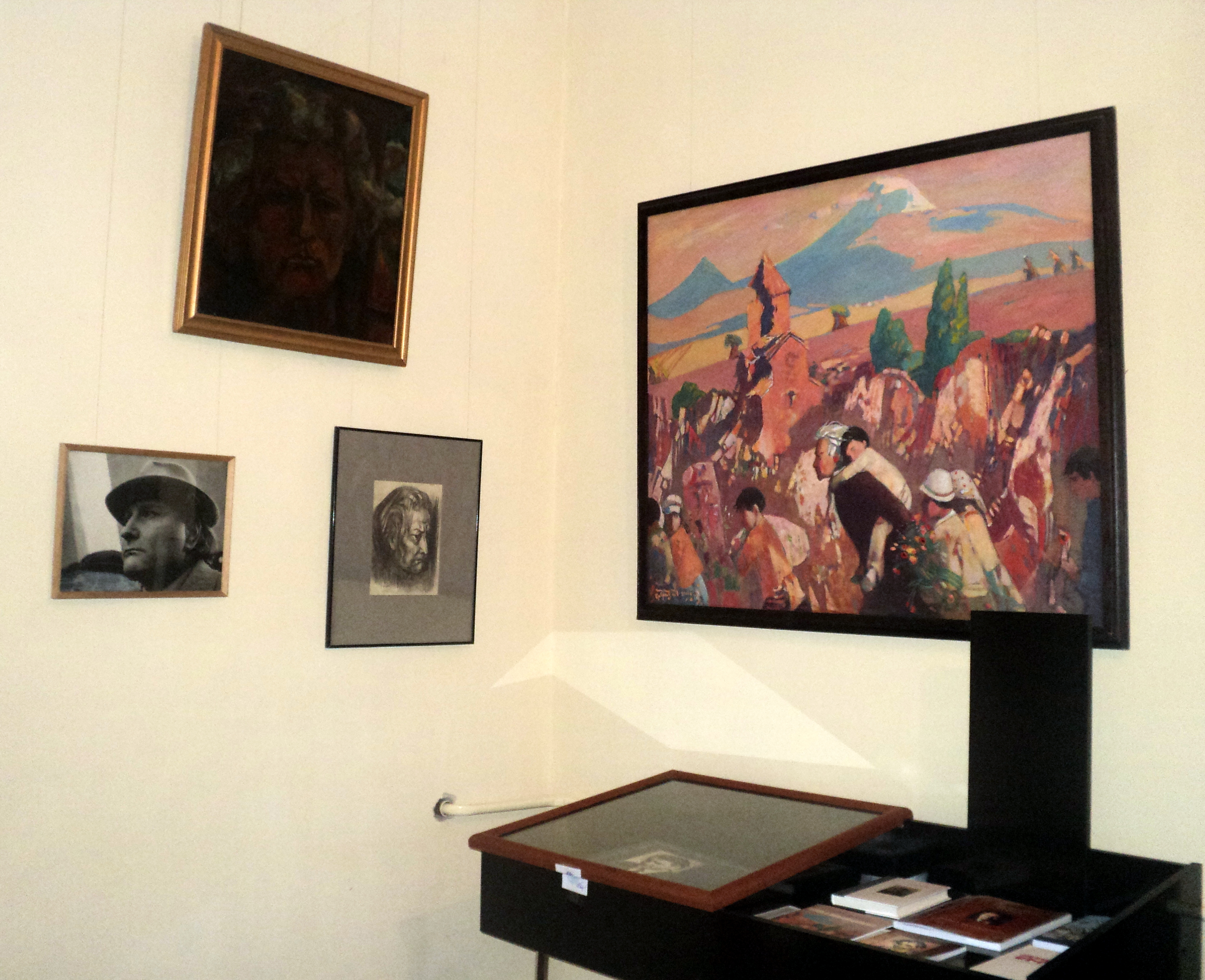